# Mantingerbos
Mantingerbos este o arie protejată (arie specială de conservare — SAC, sit de importanță comunitară — SCI) din Țările de Jos întinsă pe o suprafață de 46 ha, integral pe uscat.

## Localizare
Centrul sitului Mantingerbos este situat la coordonatele 52°48′41″N 6°36′18″E / 52.8115°N 6.605°E.

## Înființare
Situl Mantingerbos a fost declarat sit de importanță comunitară în august 2002 pentru a proteja . Situl a fost protejat și ca arie specială de conservare în mai 2013.

## Biodiversitate
Situată în ecoregiunea atlantică, aria protejată conține 1 habitat natural: Păduri de fag acidofile atlantice, cu subarboret de Ilex și, uneori, de asemenea, Taxus, la nivelul arbuștilor (Quercion robori-petraeae sau Ilici-Fagenion).
La baza desemnării sitului se află un număr nedeclarat de specii protejate: